# Juin 1915

## Événements
- Le chérif Hussein s’engage à déclencher la révolte au cours de l’année suivante. Informés de ces projets, les Ottomans décapitent les mouvements nationalistes arabes de Syrie (été).

- 3 juin : rupture du front russe à Gorlice en Galicie. Les Russes évacuent Przemysl.
- 9 juin :
  - Canada : première publication du quotidien de L'Action catholique.
- 10 juin : offensive italienne sur l’Isonzo contre les lignes autrichiennes. Douze batailles sur l’Isonzo de juin 1915 à octobre 1917 coûtent d’énormes pertes en hommes et en matériel.
- 10 - 11 juin : émeutes et manifestations xénophobes à Moscou.
- 11 juin : les troupes serbes envahissent l’Albanie et occupent Tirana.
- 13 juin : en Grèce, victoire du libéral Eleftherios Venizelos aux législatives.
- 20 juin (Russie) : création d’un comité central des industries de guerre, sous la pression des milieux d’affaires.
- 22 juin : prise de Lemberg (Lvov) par les Allemands sur les Russes, qui battent en retraite.

## Naissances
- 4 juin : Modibo Keïta, homme politique malien († 16 mai 1977).
- 8 juin : O. W. Wolters, universitaire, historien et auteur britannique († 5 décembre 2000).
- 9 juin : Les Paul, guitariste et inventeur américain († 13 août 2009).
- 11 juin : José Caballero, poète espagnol († 26 mai 1991).
- 12 juin :
  - David Rockefeller, homme d'affaires et milliardaire américain († 20 mars 2017).
- 15 juin : Nini Theilade, danseuse étoile, chorégraphe et pédagogue danoise († 13 février 2018).
- 16 juin : Anthony Sharp, acteur, dramaturge et metteur en scène anglais († 23 juillet 1984).
- 17 juin : Gunther Gerzso, peintre mexicain († 21 avril 2000).
- 18 juin : Kurt Jung-Alsen, réalisateur et scénariste allemand († 17 décembre 1976).
- 21 juin : Jan Lambrichs, coureur cycliste néerlandais († 28 janvier 1990).
- 22 juin : 
  - Randolph Hokanson, pianiste américain († 18 octobre 2018)
  - Cornelius Warmerdam, athlète américain († 13 novembre 2001).
  - Thomas Quinn Curtiss, critique dramatique, scénariste et comédien américain († 17 juillet 2000).
  - Duncan Clark, athlète britannique († 8 juillet 2003).
- 23 juin : Dennis Price, acteur britannique († 6 octobre 1973).
- 24 juin : Fred Hoyle, cosmologiste britannique († 20 août 2001).
- 26 juin : Albert Pardigon, footballeur français († 5 septembre 1995).
- 27 juin : Pietro Chiappini, coureur cycliste italien († 14 janvier 1988).
- 28 juin : 
  - Carmen Vidal, femme d'affaires espagnole († 10 février 2003).
  - Honeyboy Edwards, chanteur-guitariste et harmoniciste de blues américain († 29 août 2011).

## Décès
- 10 juin : François Waterlot, soldat de l'armée française (° 23 avril 1887).
- 14 juin : Antoine Audet, homme politique fédéral originaire du Québec (° 8 décembre 1846).